# 2 euro commemorativi emessi nel 2004
| Immagine | Paese              | Tema                                                                                 | Tiratura   | Emissione        | Disegnatore               |
| --- | ------------------ | ------------------------------------------------------------------------------------ | ---------- | ---------------- | ------------------------- |
| | Grecia             | Olimpiade di Atene 2004                                                              | 35.000.000 | 14 maggio 2004   | Panagiotis Gravvalos      |
| Descrizione: viene riprodotta una statua antica raffigurante un discobolo che sta per lanciare il disco. La base della statua copre una piccola parte del cerchio esterno della moneta (sulla parte esterna). A sinistra sono raffigurati il logo delle Olimpiadi «ATENE 2004» ed i cinque cerchi olimpici, mentre a destra, una sopra all'altra, sono impresse la cifra «2» e la denominazione greca degli euro: «ΕΥΡΩ». L'anno di coniazione figura ai lati della stella che si trova in basso al centro, ed è diviso in due gruppi di cifre (20*04). Il marchio della zecca è impresso al di sopra della testa dell'atleta, a sinistra. Sull’anello esterno della moneta figurano le 12 stelle della bandiera dell’Unione europea.                                                       |                    |                                                                                      |            |                  |                           |
| | Finlandia          | 5º allargamento dell'Unione europea nel 2004                                         | 1.000.000  | 30 giugno 2004   | Pertti Mäkinen            |
| Descrizione: un pilastro stilizzato dal quale spuntano, verso l'alto, germogli che rappresentano l'allargamento dell'Unione europea. Il pilastro rappresenta la base della crescita. Accanto ad esso sono apposte le lettere «EU», mentre nella parte superiore della moneta è indicato l'anno «2004». Sull’anello esterno della moneta figurano le 12 stelle della bandiera dell’Unione europea. |                    |                                                                                      |            |                  |                           |
| | Lussemburgo        | Effigie e monogramma del granduca Enrico                                             | 2.481.800  | 26 luglio 2004   | Yvette Gastauer-Claire    |
| Descrizione: nella parte interna della moneta, a sinistra, è rappresentata l'effigie di Sua Altezza il Granduca Henri, che guarda verso destra, e sulla destra il monogramma del Granduca Henri (la lettera «H» sovrastata da una corona) mentre le 12 stelle sono poste in semicerchio a destra del monogramma. In cerchio nella parte alta della moneta è indicato l'anno «2004», circondato dal marchio di zecca, dalle iniziali dell'incisore e dalla parola LËTZEBUERG. Le parole «Henri — Grand Duc de Luxembourg» sono invece incise nella parte inferiore della moneta. Sull’anello esterno della moneta figurano le 12 stelle della bandiera dell’Unione europea. |                    |                                                                                      |            |                  |                           |
| | Italia             | 50º anniversario dell'istituzione del Programma Alimentare Mondiale, con sede a Roma | 16.000.000 | 13 dicembre 2004 | Uliana Pernazza           |
| Descrizione: in primo piano è raffigurato il globo terrestre, inclinato a destra e recante l'iscrizione «WORLD FOOD PROGRAMME», da cui si ergono una spiga di grano, una spiga di mais e una spiga di riso, i tre cereali che rappresentano gli elementi fondamentali dell'alimentazione del mondo. Alla destra del globo, la lettera I è sovrapposta sulla lettera R, per indicare le iniziali di «Repubblica Italiana», mentre nella parte inferiore sono impresse in caratteri più minuti le lettere U e P, iniziali dell'incisore Uliana Pernazza. Nella parte alta a sinistra del globo è impresso il macchio di zecca «R», al di sotto del globo è invece impresso l'anno di conio «2004». Sull’anello esterno della moneta figurano le 12 stelle della bandiera dell’Unione europea. |                    |                                                                                      |            |                  |                           |
| | San Marino         | Bartolomeo Borghesi                                                                  | 110.000    | 15 dicembre 2004 | Ettore Lorenzo Frapiccini |
| Descrizione: viene riprodotta l'effigie del busto di Bartolomeo Borghesi. Alla sinistra del busto sono impresse la scritta «Bartolomeo Borghesi», la lettera «R» e al di sotto le iniziali «ELF» dell'incisore, mentre alla destra del busto è impressa la scritta «San Marino». Sull’anello esterno della moneta figurano le 12 stelle della bandiera dell’Unione europea con l'anno di emissione «2004» poste in basso al centro. |                    |                                                                                      |            |                  |                           |
| | Città del Vaticano | 75º anniversario dello Stato della Città del Vaticano                                | 85.000     | 15 dicembre 2004 | Guido Veroi               |
| Descrizione: la parte interna della moneta contiene una rappresentazione schematica dei muri perimetrali della Città del Vaticano, con la Basilica di San Pietro in primo piano. Le iscrizioni «75º ANNO DELLO STATO» e «1929-2004» sono impresse attorno al bordo sinistro e al campo superiore destro della parte interna della moneta. In basso a sinistra, in caratteri più piccoli, è impresso il nome dell'autore, «VEROI», e le iniziali dell'incisore, «L.D.S. INC.». Sull’anello esterno della moneta figurano le 12 stelle della bandiera dell’Unione europea con l'iscrizione «CITTÀ DEL VATICANO». |                    |                                                                                      |            |                  |                           |